# Chenières
Chenières és un municipi francès situat al departament de Meurthe i Mosel·la i a la regió del Gran Est. L'any 2007 tenia 581 habitants.

## Demografia

### Població
El 2007 la població de fet de Chenières era de 581 persones. Hi havia 217 famílies, de les quals 40 eren unipersonals (16 homes vivint sols i 24 dones vivint soles), 52 parelles sense fills, 109 parelles amb fills i 16 famílies monoparentals amb fills.
La població ha evolucionat segons el següent gràfic:
Habitants censats

### Habitatges
El 2007 hi havia 228 habitatges, 221 eren l'habitatge principal de la família, 1 era una segona residència i 6 estaven desocupats. 214 eren cases i 14 eren apartaments. Dels 221 habitatges principals, 201 estaven ocupats pels seus propietaris, 17 estaven llogats i ocupats pels llogaters i 3 estaven cedits a títol gratuït; 4 tenien dues cambres, 9 en tenien tres, 28 en tenien quatre i 180 en tenien cinc o més. 203 habitatges disposaven pel capbaix d'una plaça de pàrquing. A 72 habitatges hi havia un automòbil i a 135 n'hi havia dos o més.

### Piràmide de població
La piràmide de població per edats i sexe el 2009 era:
| Homes | Edats   | Dones |
| ----- | ------- | ----- |
| 0     | 95 o +  | 0     |
| 0     | 90 a 94 | 0     |
| 0     | 85 a 89 | 0     |
| 4     | 80 a 84 | 4     |
| 12    | 75 a 79 | 12    |
| 8     | 70 a 74 | 24    |
| 12    | 65 a 69 | 16    |
| 4     | 60 a 64 | 12    |
| 16    | 55 a 59 | 8     |
| 24    | 50 a 54 | 20    |
| 20    | 45 a 49 | 28    |
| 28    | 40 a 44 | 16    |
| 12    | 35 a 39 | 8     |
| 20    | 30 a 34 | 24    |
| 12    | 25 a 29 | 20    |
| 8     | 20 a 24 | 4     |
| 24    | 15 a 19 | 16    |
| 8     | 10 a 14 | 20    |
| 12    | 5 a 9   | 0     |
| 16    | 0 a 4   | 16    |

## Economia
El 2007 la població en edat de treballar era de 383 persones, 294 eren actives i 89 eren inactives. De les 294 persones actives 277 estaven ocupades (155 homes i 122 dones) i 17 estaven aturades (7 homes i 10 dones). De les 89 persones inactives 25 estaven jubilades, 29 estaven estudiant i 35 estaven classificades com a «altres inactius».

### Ingressos
El 2009 a Chenières hi havia 227 unitats fiscals que integraven 600 persones, la mediana anual d'ingressos fiscals per persona era de 22.348 €.

### Activitats econòmiques
Dels 9 establiments que hi havia el 2007, 3 eren d'empreses de fabricació d'altres productes industrials, 2 d'empreses de construcció, 3 d'empreses de comerç i reparació d'automòbils i 1 d'una empresa classificada com a «altres activitats de serveis».
Dels 2 establiments de servei als particulars que hi havia el 2009, 1 era un taller de reparació d'automòbils i de material agrícola i 1 fusteria.
L'any 2000 a Chenières hi havia 6 explotacions agrícoles que ocupaven un total de 846 hectàrees.

## Equipaments sanitaris i escolars
El 2009 hi havia una escola elemental integrada dins d'un grup escolar amb les comunes properes formant una escola dispersa.

## Poblacions més properes
El següent diagrama mostra les poblacions més properes.